# 萊克西·湯普森
萊克西·湯普森（英語：Lexi Thompson，本名：Alexis Noel Thompson；亞歷克西斯·諾爾·湯普森，1995年2月10日—），美國女性職業高爾夫球運動員，於12歲時成為最年輕合資格參賽美國女子公開賽的選手，她在15歲轉打職業賽。在2011年9月18日，她以16歲7個月之齡創下了最年輕選手於LPGA錦標賽奪冠的紀錄。

## 外部連結
- 官方网站
- 萊克西·湯普森在LPGA巡回赛官方网站
- 萊克西·湯普森在欧洲女子巡回赛官方网站
- 萊克西·湯普森在女子高爾夫世界排名官方網站
- 萊克西·湯普森在互联网电影资料库（IMDb）上的資料（英文）